# Jeździectwo na Letnich Igrzyskach Olimpijskich 2008 – ujeżdżenie drużynowo
Konkurencja Ujeżdżenia podczas XXIX Letnich Igrzysk Olimpijskich została rozegrana w dniach 13–14 sierpnia 2008 roku w Hong Kong Sports Institute.

## Terminarz
| Data             | Godzina |                    |
| ---------------- | ------- | ------------------ |
| 13 sierpnia 2008 | 19:15   | Grand Prix         |
| 14 sierpnia 2008 | 19:00   | Grand Prix Special |

## Wyniki
Do wyników ujeżdżenia drużynowego zaliczane są wyniki trzech zawodników z danego kraju jakie uzyskali podczas Grand Prix (eliminacja do konkursu indywidualnego). Z uzyskanych wyników wylicza się średnią i jest to wynik drużyny.

### Grand Prix
| Pozycja | Kraj                                                                            | Koń                                      | Grand Prix           | Grand Prix    | Uwagi       |
| Pozycja | Kraj                                                                            | Koń                                      | ocena indywidualna   | ocena drużyny | Uwagi       |
| ------- | ------------------------------------------------------------------------------- | ---------------------------------------- | -------------------- | ------------- | ----------- |
| 1.      | Niemcy · Heike Kemmer · Isabell Werth · Nadine Capellmann                       | Bonaparte Satchmo Elvis Va               | 72,250 76,417 70,083 | 72,917        |             |
| 2.      | Holandia · Anky van Grunsven · Hans Peter Minderhoud · Imke Schellekens-Bartels | Salinero Nadine Sunrise                  | 74,750 69,625 70,875 | 71,750        |             |
| 3.      | Dania · Nathalie zu Sayn-Wittgenstein · Andreas Helgstrand · Anne van Olst      | Digby Don Schutro Cleanwater             | 70,417 68,833 67,375 | 68,875        |             |
| DSQ     | Stany Zjednoczone · Courtney King · Steffen Peters · Debbie McDonald            | Mythilus Ravel Brentina                  | 70,458 70,000 63,000 | 67,819        | [ 1 ] [ 2 ] |
| 4.      | Szwecja · Jan Brink · Patrik Kittel · Tinne Vilhelmson-Silfvén                  | Briar Floresco Solos Carex               | 68,875 67,125 66,042 | 67,347        |             |
| 5.      | Wielka Brytania · Emma Hindle · Laura Tomlinson · Jane Gregory                  | Lancet Mistral Hojris Lucky Star         | 71,125 65,917 63,375 | 66,806        |             |
| 6.      | Francja · Hubert Perring · Marc Boblet · Julia Chevanne                         | Diabolo Stmaurice Whitini Star Calimucho | 66,833 66,125 63,250 | 65,403        |             |
| 7.      | Australia · Kristy Oatley · Hayley Beresford · Heath Ryan                       | Quando Quando Relampago Greenoaks Dundee | 65,750 65,583 62,542 | 64,625        |             |
| 8.      | Kanada · Ashley Nicoll-Holzer · Jacqueline Brooks · Leslie Reid                 | Pop art Gran Gesto Orion                 | 67,042 63,750 59,750 | 63,514        |             |
| 9.      | Japonia · Hiroshi Hoketsu · Mieko Yagi · Yuko Kitai                             | Whisper Dow Jones Rambo                  | 62,542 60,167 59,250 | 60,653        |             |
| 10.     | Portugalia · Daniel Pinto · Carlos Pinto · Miguel Ralão Duarte                  | Galopin de la Font Notavel Oxalis        | 63,083 61,708 RT     | EL            |             |